# Віртуальна економіка
Віртуа́льна еконо́міка – це економіка, що існує у  віртуальній реальності багатокористувацького світу, звичайно ґрунтується на обміні віртуальними благами в рамках  онлайн-ігор. 

## Соціальні сфери
При оцінці корисності того або іншого віртуального блага більшість користувачів ґрунтується скоріше на тім задоволенні, яке воно дозволить їм одержати від процесу гри, ніж на своїх біологічних потребах, однак є користувачі, які у віртуальній економіці працюють, а не відпочивають.

## Різновиди
Деякі MMORPG або імітаційні ігри типу Second Life дозволяють обмінюватися персонажам віртуальними благами, або навіть обмінювати віртуальну валюту на реальну, що дозволяє деяким користувачам заробляти в реальному світі, надаючи іншим користувачам блага та віртуальні послуги.

## Див.також
- Інноваційна економіка
- Цифрова економіка